# Campeonato de España de Ciclismo en Ruta 2017
La CXVI edición del Campeonato de España de Ciclismo en Ruta se disputó el 24 de junio de 2017 en Soria, por un circuito que constó de 204 km de recorrido.
La prueba fue ganada por Jesús Herrada. Le acompañaron en el podio Alejandro Valverde y Ion Izagirre.

## Clasificación final
| \| Clasificación general \| Clasificación general \| Clasificación general \| Clasificación general \| Clasificación general \| \| Ciclista \| Ciclista \| Equipo \| Tiempo \| \| \| --------------------- \| ----------------------- \| --------------------------- \| --------------------- \| --------------------- \| \| 1.º \| Jesús Herrada \| Movistar Team \| 5 h 08 min 45 s \| \| \| 2.º \| Alejandro Valverde \| Movistar Team \| + 5 s \| \| \| 3.º \| Ion Izagirre \| Bahrain-Merida \| + 6 s \| \| \| 4.º \| Dani Moreno \| Movistar Team \| + 11 s \| \| \| 5.º \| Carlos Barbero \| Movistar Team \| + 11 s \| \| \| 6.º \| Eduard Prades \| Caja Rural-Seguros RGA \| + 11 s \| \| \| 7.º \| Mikel Landa \| Team Sky \| + 15 s \| \| \| 8.º \| Rubén Fernández Andújar \| Movistar Team \| + 20 s \| \| \| 9.º \| Óscar Hernández \| Louletano-Hospital de Loulé \| + 22 s \| \| \| 10.º \| Sergio Rodríguez Reche \| Fundación Euskadi-EDP \| + 25 s \| \| |                         |                             |                 |
| |                         |                             |                 |
| |                         |                             |                 |
| Clasificación general |                         |                             |                 |
| Ciclista | Ciclista                | Equipo                      | Tiempo          |
| 1.º | Jesús Herrada           | Movistar Team               | 5 h 08 min 45 s |
| 2.º | Alejandro Valverde      | Movistar Team               | + 5 s           |
| 3.º | Ion Izagirre            | Bahrain-Merida              | + 6 s           |
| 4.º | Dani Moreno             | Movistar Team               | + 11 s          |
| 5.º | Carlos Barbero          | Movistar Team               | + 11 s          |
| 6.º | Eduard Prades           | Caja Rural-Seguros RGA      | + 11 s          |
| 7.º | Mikel Landa             | Team Sky                    | + 15 s          |
| 8.º | Rubén Fernández Andújar | Movistar Team               | + 20 s          |
| 9.º | Óscar Hernández         | Louletano-Hospital de Loulé | + 22 s          |
| 10.º | Sergio Rodríguez Reche  | Fundación Euskadi-EDP       | + 25 s          |